# Ameghino (cràter)
Ameghino és un cràter d'impacte lunar situat al nord del Sinus Successus, una badia localitzada en la part nord-est de la Mare Fecunditatis. A menys de 15 km al nord-est d'Ameghino es troben els llocs d'aterratge de les sondes soviètiques Lluna 18 i Lluna 20.

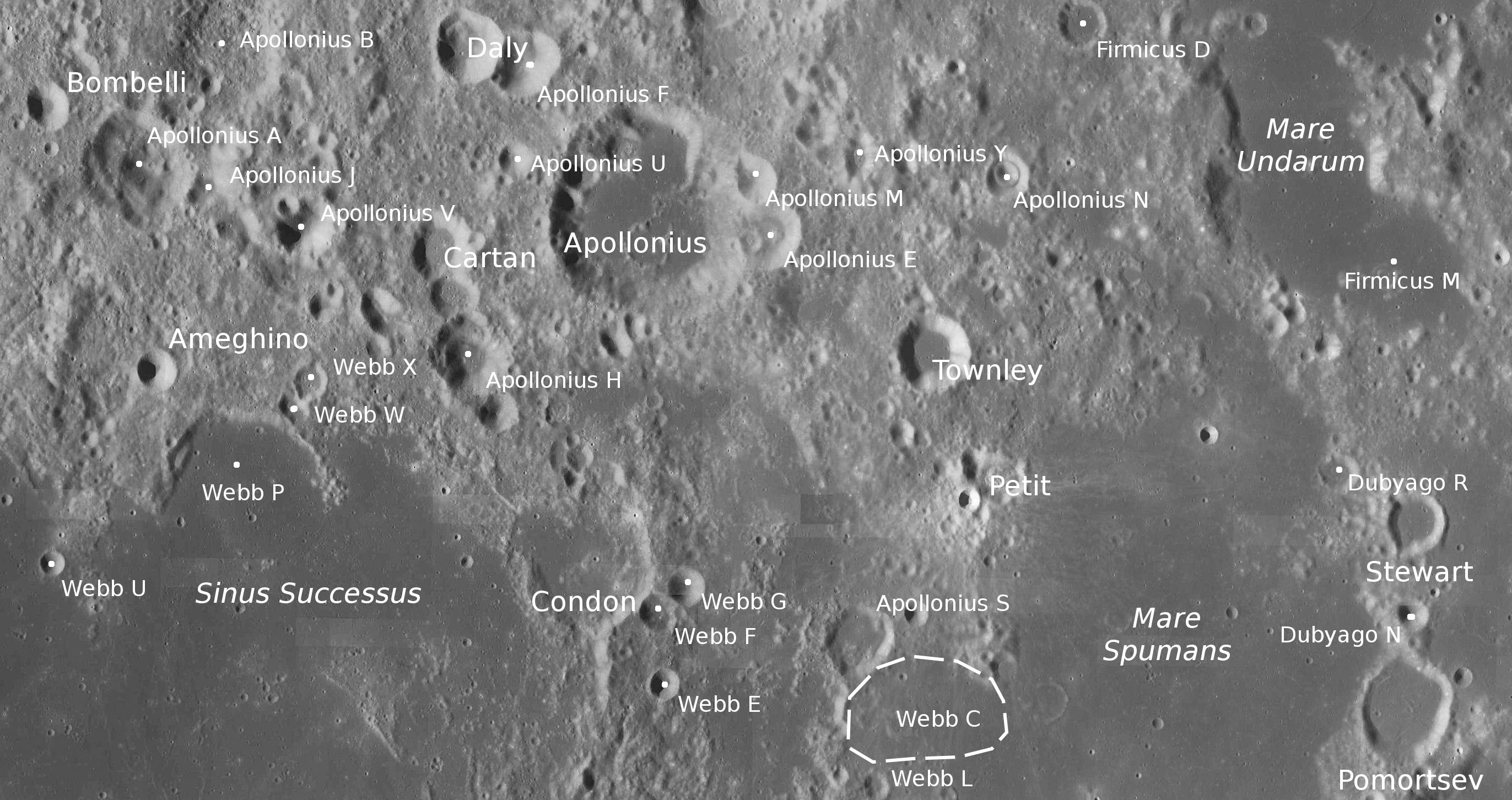
Localització d'Ameghino (prop del centre de la vora esquerra de la imatge). Fotografia de la missió LRO

Aquesta formació rebia el nom de Apol·loni C, sent canviada el nom posteriorment per la Unió Astronòmica Internacional en honor del científic i paleontòleg argentí Florentino Ameghino. El cràter Apol·loni, del qui rebia el nom, es troba a l'est-nord-est.

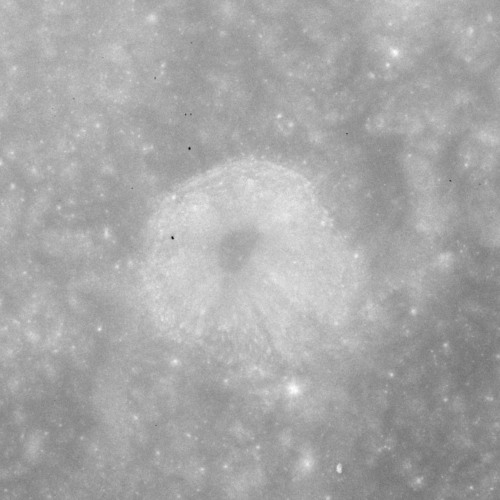
Imatge Apol·lo 15

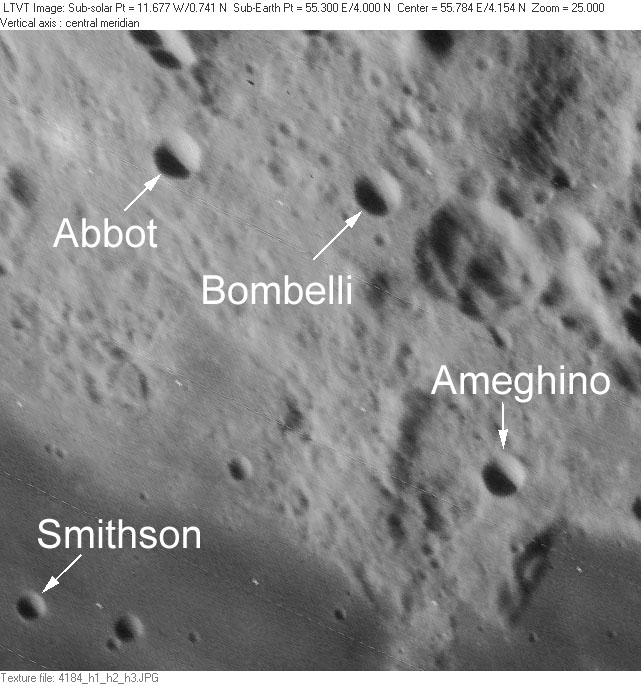
Fotografia de la missió Lunar Orbiter 4